# 4451 Grieve
4451 Grieve (1988 JJ) là một tiểu hành tinh bay qua Sao Hỏa được phát hiện ngày 9 tháng 5 năm 1988 bởi Carolyn S. Shoemaker ở Palomar.